# (6162) Prokhorov
(6162) Prokhorov est un astéroïde de la ceinture principale.

## Description
(6162) Prokhorov est un astéroïde de la ceinture principale. Il fut découvert le 25 septembre 1973 à Naoutchnyï par Lioudmila Jouravliova. Il présente une orbite caractérisée par un demi-grand axe de 2,59 UA, une excentricité de 0,18 et une inclinaison de 13,3° par rapport à l'écliptique.

## Compléments